# Billet de 5 dollars canadien série Frontières
Recto
Verso
Le billet de 5 dollars canadien de la série Frontières est actuellement le billet de banque canadien ayant la plus faible valeur monétaire émis par la Banque du Canada. La couleur de ce billet est le bleu.
Le recto représente Wilfrid Laurier ainsi que l'édifice de l'Ouest du Parlement. Le verso représente le Canadarm2, le Dextre, la Base mobile et un astronaute. Le billet a été émis le 7 novembre 2013.